# Pedro I de Chipre
Pedro I de Chipre o Pedro I de Lusignan (Nicosia, 9 de octubre de 1328 - Nicosia, 17 de enero de 1369) fue rey de Chipre y rey titular de Jerusalén desde la abdicación de su padre el 24 de noviembre de 1358 hasta su propia muerte en 1369. También fue rey latino de Armenia a partir de 1361 o 1368. Fue el segundo hijo de Hugo IV de Chipre, el primero de su segunda esposa Alix de Ibelín. También recibió el título de conde titular de Trípoli en 1347.
El reinado de Pedro I fue el más brillante de la dinastía Lusignan, fue uno de los últimos reyes cruzados. Prometiendo una continua guerra contra los musulmanes para la recuperación de Jerusalén, revivió la antigua orden Lusignan de caballería llamada Orden de la Espada, y siempre llevaba una espada desenvainada como un recordatorio de su promesa.
Hermoso, valiente e impetuoso, no pudo, sin embargo, despertar en Europa el viejo entusiasmo cruzado u obtener apoyo suficiente para sus planes, debido al conflicto interno que culminó con su asesinato a manos de tres de sus propios caballeros.

## Biografía

### Primeros años y coronación
Fue el hijo de Hugo IV de Chipre con su segunda esposa Alix de Ibelín. Como infante de Chipre recibió en su juventud el título de conde de Trípoli en 1347. En 1349 viajó secretamente de paseo a Europa con su hermano Juan y que molesto a su padre que envió barcos para encontrar a sus hijos y llevarlos de regreso. Cuando fueron traídos de vuelta, Hugo los encarceló porque viajaron sin su permiso.
El sucesor de Hugo IV en el trono chipriota era su hijo mayor, Guido. Ya que Guido, que se había casado con María de Borbón, murió antes que su padre, no pudo suceder a Hugo. El hijo de Guido que también se llamaba Hugo, exigió el trono porque su padre era el sucesor al trono. Sus demandas fueron rechazadas porque su padre no podía ser el heredero de alguien que vivió más tiempo que él. Pedro fue coronado rey de Chipre por Guido de Ibelín, obispo de Limasol, en la Catedral de Santa Sofía, Nicosia el 24 de noviembre de 1359.
Debido a que Chipre estaba rodeado por países que estaban bajo el dominio musulmán, se convirtió en un puesto de avanzada de la cristiandad en Oriente Medio, después de la expulsión de los latinos, especialmente de Palestina en el siglo anterior. Pedro entendió la importancia de su reino, y creía que su misión era luchar contra los musulmanes. Probablemente ambicionaba volver a tomar el reino perdido de Jerusalén, que pertenecía a los reyes Lusignan, que todavía se coronaban como reyes de Jerusalén en Famagusta. Pedro fue coronado como rey titular de Jerusalén en la catedral de San Nicolás en Famagusta el 5 de abril de 1360, en el que sucedió al trono a la muerte de su padre.

### Guerra contra los turcos
Inmediatamente después de su ascensión los armenios recurrieron a Pedro por ayuda. El reino armenio de Cilicia existía en ese momento sólo de nombre. El país fue ocupado por los turcos, a excepción de unas pocas ciudades fortificadas en la costa, y el rey de Armenia había ido a Europa en vano para atraer  ayuda. Pedro inmediatamente respondió, y en 1361 envió a Coricos, que estaba siendo sitiada por los turcos, dos galeras con refuerzos, armas y provisiones. La ocupación de Coricos fue diseñado para permitir a los comerciantes de Chipre una posición segura en la costa desde el que continuar el comercio con Asia Menor, así como para proporcionar una base militar para nuevas conquistas en el continente. Mientras tanto, el rey hizo los preparativos para un descenso en Asia Menor. Reunió a todos los caballeros a su servicio y reunió una flota de cientos de barcos en el puerto de Famagusta. Su objeto era Adalia, capital del Beylicato de Tekke y una de las más poderosas fortalezas de los turcos en Asia Menor. Las fuerzas chipriotas desembarcaron cerca de Adalia, y al amanecer del día siguiente tomaron por asalto la fortaleza considerada inexpugnable. Al enterarse de este éxito, el emir de Lajazzo y el señor de Candaroglu enviaron embajadas a Pedro ofreciendo pagar un tributo anual y reconocer sus posesiones en Coricos y Adalia.
Al regresar el rey a Chipre, los turcos sitiaron Adalia con fuerzas considerables y, durante el invierno, cuando el suministro de alimentos y pertrechos por vía marítima era difícil, la guarnición chipriota tuvo grandes dificultades para repeler los repetidos ataques de los turcos. En la primavera una exitosa incursión fue hecha en el campamento turco, que fue tomado y quemado. Al mismo tiempo, el almirante de Chipre después viendo salvada Adalia, hizo un descenso en Myra y saqueó la ciudad. Entre el botín el icono de San Nicolás fue tomada por el almirante y trasladado a la catedral de Famagusta. Estos éxitos, sin embargo, no pudieron ser asegurados contra el poder de los turcos sin el empleo de fuerzas más grandes de las que Chipre no podía proporcionar.

### Viaje a Europa
Pedro dejó Chipre para viajar a Europa en 1362 con la esperanza de obtener apoyo para una nueva cruzada. Pero una cadena fatal de circunstancias lo retrasó en Europa durante casi tres años. Los celos de los venecianos y los genoveses, fueron despertados por los éxitos del rey, y obstaculizaron los esfuerzos de sus oficiales para equipar flotas de guerra que traerían la ruina a su comercio. Por otro lado, las guerras inglesas en Francia y la indiferencia del emperador alemán impidieron que las potencias occidentales dieran apoyo una causa que estaba cada vez más fuera de la esfera de sus intereses.
Sin embargo, en Francia e Inglaterra, en Flandes, Polonia y Hungría, el rey chipriota fue recibido en todas partes con banquetes y torneos en los cuales desempeñó un papel brillante. El Papa lo recibió en Aviñón y se comprometió a predicar una nueva cruzada del cual el rey Juan II de Francia iba a ser el líder. Sin embargo, Juan murió en 1364 y Pedro se quedó para reclutar voluntarios como mejor pudo. Mientras tanto, los turcos no habían estado inactivos. Adalia fue nuevamente sitiada por tierra y mar, y se sostuvo con dificultad contra los asaltos. En 1363 la propia Chipre estaba en grave peligro. Mientras que la parte sur de la isla fue objeto de una epidemia de peste, los turcos asaltaron los pueblos de la costa norte, desde Kormakitis hasta Karpasia, excepto el castillo de Kyrenia. En 1364 Tash Timur, emir de Damasco, que había sido hasta entonces neutral, envió cartas amenazadoras a Chipre, y Juan de Lusigan, el príncipe titular de Antioquía, quien era regente en ausencia de su hermano, remitió las cartas a Europa como una indicación de la creciente hostilidad en Oriente. Pedro mostró las cartas al Papa, y la indignación que despertó en Occidente contribuyó con voluntarios para apoyar al rey. Finalmente, en junio de 1365, Pedro, con una pequeña fuerza numérica pero compuesta por soldados veteranos, zarpó de Venecia en galeras alquiladas por su canciller, Philippe de Mézières.

### Cruzada de Alejandría

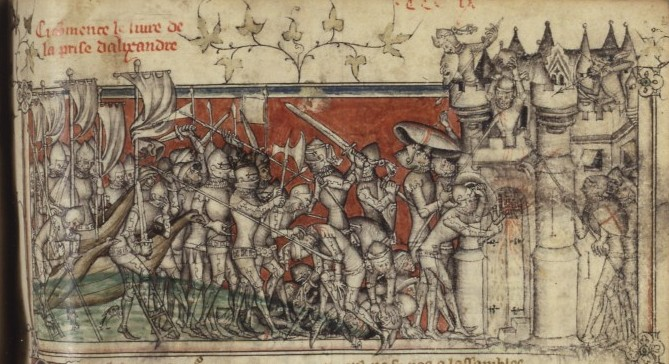
Representación del asedio de Alejandría.

Pedro navegó directamente para Rodas y la flota chipriota de cien barcos se le unió en agosto. Esta concentración de fuerza, dirigida al parecer contra Asia Menor, hizo que varios de los emires de Jonia buscaran alianza con el rey de Chipre, y con ellos, a cambio de un tributo anual, el rey hizo tratados de paz. Luego, en alianza con los Hospitalarios, que por primera vez reveló su plan de campaña y dirigirla contra Egipto para atacar a los musulmanes en el centro de su poder. El ataque fue inesperado, y después de una dura batalla en la que estuvo siempre en el fragor del combate, el rey capturó la gran ciudad de Alejandría. Esto fue un brillante pero fatal éxito. Los caballeros europeos, que habían luchado con mucha acción, titubearon al ver las fuerzas que impedían el camino a El Cairo, y temían de intentar lo que Luis IX de Francia no había podido lograr en 1244. Pedro, ante la negativa de avanzar más, se vio obligado a evacuar la ciudad después de tres días el pillaje, y regresó a Chipre.
El sultán, furioso por la vergüenza y la pérdida que había sufrido, tomó represalias contra los mercaderes cristianos en Egipto y Siria, a quienes detuvo y privó de todos sus bienes. Solamente los venecianos, cuya participación en la expedición permaneció oscura, lograron preservar sus intereses y fueron los primeros en aprovecharse de la retirada de las fuerzas aliadas, renovando relaciones comerciales con el sultán. La toma de Alejandría por Pedro tuvo más que un efecto temporal en Occidente. El Papa Urbano V, envió mensajes de felicitación y exhortó a los príncipes de Europa para ir en ayuda de este rey de Chipre, valeroso e intrépido defensor de la cristiandad. Solamente algunos caballeros respondieron a la llamada. Los reyes de Europa permanecieron empeñados en sus propios asuntos, y el Papa se vio obligado a ceder a las demandas de las ciudades marítimas y aconsejó a Pedro de hacer la paz con Egipto. El rey, al ver que no podía esperar más ayuda de Europa, cedió a los deseos del Papa y autorizó a los venecianos para entablar negociaciones para la paz. Mientras tanto, Pedro comandó sus fuerzas contra los turcos de Asia Menor, que estaban preparando una flota para ser enviada en apoyo de Egipto. El almirante chipriota atacó la flota frente a las costas de Cilicia y capturó o quemó las naves turcas.

### Ataques en el Líbano y Siria
Al año siguiente Halil, el gobernante turco de Karaman, por instigación de los egipcios avanzó con todas sus fuerzas para atacar Coricos. Los musulmanes esperaban que esta desviación forzara al rey de Chipre a aceptar los términos de paz que demandaba el sultán. El rey, no queriendo dejar sin defensa Chipre hasta que la paz con Egipto se firmara, envió a su hermano, Juan, para reforzar Coricos. Inmediatamente después de desembarcar con sus tropas principales, el Juan intentó un ataque por sorpresa en el campamento turco, pero tomando conciencia de su inmensa superioridad numérica, se retiró al castillo para esperar el resto de sus fuerzas. Un segundo ataque había sido rechazado por el número abrumador de los turcos, el príncipe se dio cuenta de que tenía que esperar más refuerzos. Después de una semana de inactividad en ambos lados, los turcos, al enterarse de una revolución mameluca en El Cairo, decidió retirarse a los montes Tauro a la espera de nuevos acontecimientos en Egipto. El príncipe, habiendo sido informado por los espías de la prevista retirada, aprovechó la oportunidad para atacar a los turcos durante sus preparativos para la retirada. Dirigiendo sus fuerzas en tres divisiones convergentes, avanzó contra de la posición turca. Su retiro se convirtió en una derrota y una masacre. El campamento turco con todas sus armas, pertrechos, y tesoro, fue capturado y Ala al-Din Beg envió embajadores a demandar la paz. Un tratado pronto llegó a la conclusión, y la ciudad de Coricos fue repoblada por los comerciantes chipriotas y las relaciones comerciales fueron establecidas con los turcos.
Las negociaciones con Egipto para un tratado, para incluir el reconocimiento de consulados chipriotas y la reducción de derechos de aduana en los puertos del Levante, se estaban retrasando, y, a fin de hacer cumplir sus términos, Pedro decidió reanudar las hostilidades antes de que los caballeros occidentales hubieran completado sus términos de servicio. Dándose cuenta de que un ataque contra Egipto estaba ahora fuera de discusión, navegó a Siria, donde capturó y saqueó Trípoli y otras ciudades. En 1368, con miras a la reanudación de la guerra con Egipto, el rey volvió a dejar Chipre para pedir un nuevo diezmo de guerra en Europa y reclutar nuevos soldados. Pero pronto se convenció de que una nueva cruzada ya no era posible. El Papa no pudo darle apoyo y le aconsejó hacer de una vez la paz con Egipto. Pedro, al ver esto se fue con los Hospitalarios solamente para intentar de volver a establecer el reino de Jerusalén, el sueño de toda su vida, accedió a permitir que una embajada tratara en su nombre con el sultán, el Papa y las repúblicas italianas, cuyo comercio se había arruinado por la guerra. Una tregua fue arreglada rápidamente, lo que puso fin a las hostilidades y llevó a la firma del tratado que había sido objeto de debate desde hace dos años.

### Muerte

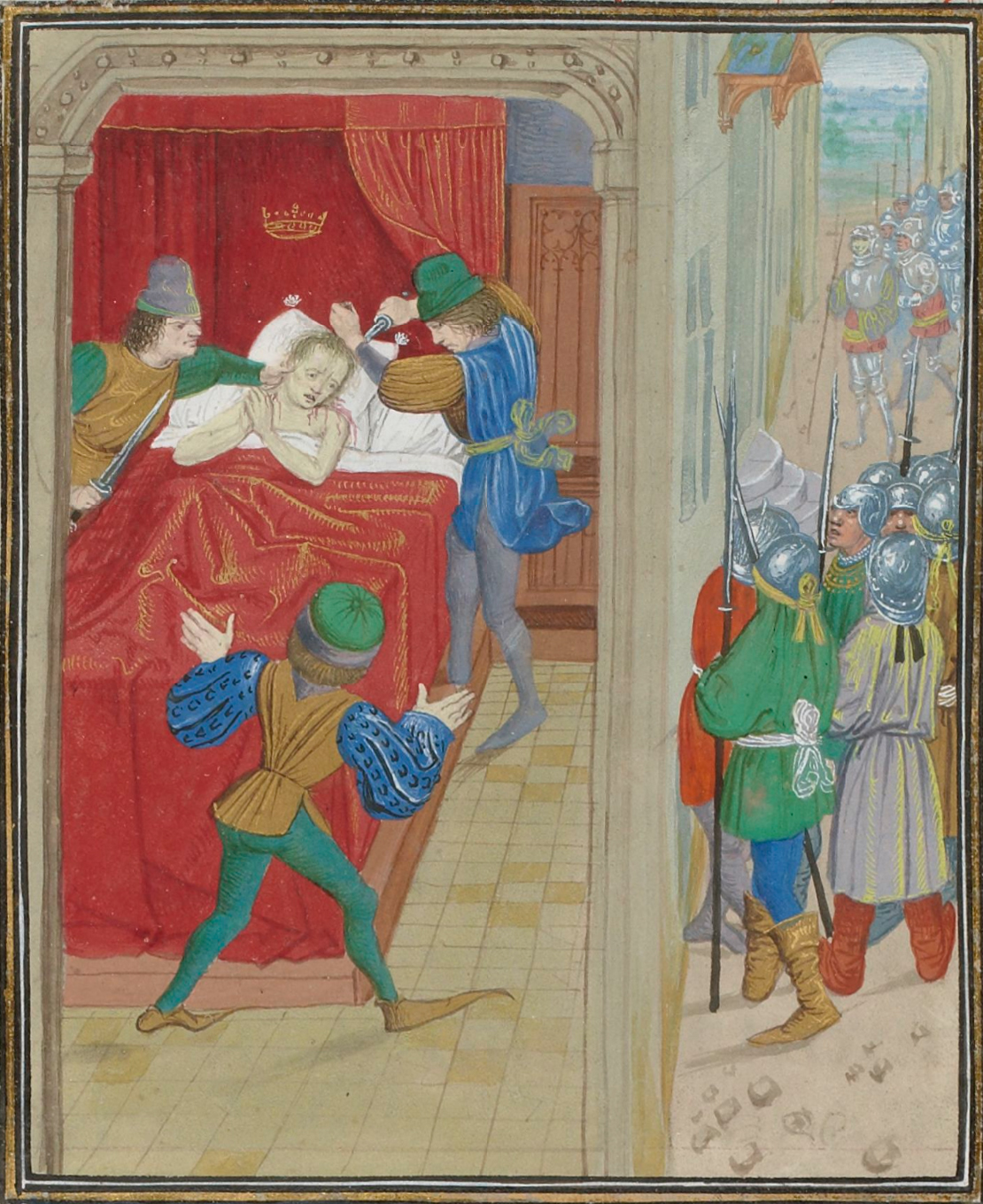
Crónicas de Jean Froissart: Asesinato de Pedro I en 1369.

Mientras estaba en Roma, Pedro recibió una delegación de los jefes armenios que le imploraron que se convirtiera en su rey y que restaurara sus fortunas caídas. El rey volvió a Chipre con la esperanza de encontrar entre sus caballeros fuerzas suficientes para socorrer a los armenios y evitar la pérdida total del último bastión de la cristiandad en Asia. Pero, apenas desembarcó en Chipre el rey se vio abrumado por problemas internos. La reina Leonor de Aragón, a quien había dejado en Chipre durante sus largas visitas a Occidente, había demostrado ser infiel. El rey tomó represalias en los nobles que habían sido sus favoritos y se comportó con tanta soberbia y tiranía que se distanció de la simpatía de sus barones, e incluso de sus hermanos. En enero de 1369 fue asesinado por un grupo de nobles con el consentimiento de sus hermanos. Su hijo Pedro, un joven de trece años, le sucedió en el trono bajo la regencia de su tío, Juan, príncipe de Antioquía, y Jacobo, condestable de Chipre.

### Matrimonios y descendencia

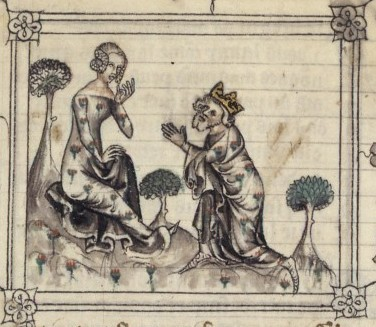
Pedro I y Leonor de Aragón.

En 1342 contrajo matrimonio con Eschiva de Montfort, hija y heredera de Hunfredo de Monfort, condestable de Chipre entre 1305 y 1326, y señor titular de Torón. Eschiva murió antes de 1350, cuando Pedro aun era joven, por lo que el matrimonio no tuvo descendencia.
Tras enviudar, Pedro contrajo matrimonio nuevamente en 1353, esta vez con Leonor de Aragón y Gandía, hija de Pedro IV de Ribagorza y Juana de Foix, con la que tuvo tres hijos. Los tres descendientes que tuvo fueron:
- Pedro II (aprox. 1357 - 1382), quien le sucedió como rey de Chipre y rey titular de Jerusalén.
- María o Margarita (aprox. 1360 - aprox. 1397), prometida a Carlo Visconti y casada en 1385 con su primo Jacobo de Lusignan, conde titular de Trípoli.
- Eschiva (murió antes de 1369), murió joven.

## Ancestros
| \| \| \| \| \| \| \| \| \| \| \| \| \| \| \| \| \| \| \| \| 16. Enrique de Antioquía \| \| \| \| \| \| \| \| \| \| \| \| \| \| \| \| \| \| \| \| \| \| \| \| \| \| \| \| \| \| \| \| \| \| \| \| \| \| \| \| \| \| \| \| \| \| \| \| \| \| \| \| \| \| 8. Hugo III de Chipre \| \| \| \| \| \| \| \| \| \| \| \| \| \| \| \| \| \| \| \| \| \| \| \| \| \| \| \| \| \| \| \| \| \| \| \| \| \| \| \| \| \| \| \| \| \| \| \| \| \| \| \| \| \| 17. Isabel de Antioquía \| \| \| \| \| \| \| \| \| \| \| \| \| \| \| \| \| \| \| \| \| \| \| \| \| \| \| \| \| \| \| \| \| \| \| \| \| \| \| \| \| \| \| \| \| \| \| \| \| \| \| \| \| \| 4. Guido de Chipre \| \| \| \| \| \| \| \| \| \| \| \| \| \| \| \| \| \| \| \| \| \| \| \| \| \| \| \| \| \| \| \| \| \| \| \| \| \| \| \| \| \| \| \| \| \| \| \| \| \| \| \| \| \| 18. Guido de Ibelín \| \| \| \| \| \| \| \| \| \| \| \| \| \| \| \| \| \| \| \| \| \| \| \| \| \| \| \| \| \| \| \| \| \| \| \| \| \| \| \| \| \| \| \| \| \| \| \| \| \| \| \| \| \| 9. Isabel de Ibelín \| \| \| \| \| \| \| \| \| \| \| \| \| \| \| \| \| \| \| \| \| \| \| \| \| \| \| \| \| \| \| \| \| \| \| \| \| \| \| \| \| \| \| \| \| \| \| \| \| \| \| \| \| \| 19. Felipa de Berlais \| \| \| \| \| \| \| \| \| \| \| \| \| \| \| \| \| \| \| \| \| \| \| \| \| \| \| \| \| \| \| \| \| \| \| \| \| \| \| \| \| \| \| \| \| \| \| \| \| \| \| \| \| \| 2. Hugo IV de Chipre \| \| \| \| \| \| \| \| \| \| \| \| \| \| \| \| \| \| \| \| \| \| \| \| \| \| \| \| \| \| \| \| \| \| \| \| \| \| \| \| \| \| \| \| \| \| \| \| \| \| \| \| \| \| 20. Balián de Beirut \| \| \| \| \| \| \| \| \| \| \| \| \| \| \| \| \| \| \| \| \| \| \| \| \| \| \| \| \| \| \| \| \| \| \| \| \| \| \| \| \| \| \| \| \| \| \| \| \| \| \| \| \| \| 10. Juan II de Beirut \| \| \| \| \| \| \| \| \| \| \| \| \| \| \| \| \| \| \| \| \| \| \| \| \| \| \| \| \| \| \| \| \| \| \| \| \| \| \| \| \| \| \| \| \| \| \| \| \| \| \| \| \| \| 21. Eschiva de Montbeliard \| \| \| \| \| \| \| \| \| \| \| \| \| \| \| \| \| \| \| \| \| \| \| \| \| \| \| \| \| \| \| \| \| \| \| \| \| \| \| \| \| \| \| \| \| \| \| \| \| \| \| \| \| \| 5. Eschiva de Beirut \| \| \| \| \| \| \| \| \| \| \| \| \| \| \| \| \| \| \| \| \| \| \| \| \| \| \| \| \| \| \| \| \| \| \| \| \| \| \| \| \| \| \| \| \| \| \| \| \| \| \| \| \| \| 22. Guido I de la Roche \| \| \| \| \| \| \| \| \| \| \| \| \| \| \| \| \| \| \| \| \| \| \| \| \| \| \| \| \| \| \| \| \| \| \| \| \| \| \| \| \| \| \| \| \| \| \| \| \| \| \| \| \| \| 11. Alicia de la Roche \| \| \| \| \| \| \| \| \| \| \| \| \| \| \| \| \| \| \| \| \| \| \| \| \| \| \| \| \| \| \| \| \| \| \| \| \| \| \| \| \| \| \| \| \| \| \| \| \| \| \| \| \| \| 1. Pedro I de Chipre \| \| \| \| \| \| \| \| \| \| \| \| \| \| \| \| \| \| \| \| \| \| \| \| \| \| \| \| \| \| \| \| \| \| \| \| \| \| \| \| \| \| \| \| \| \| \| \| \| \| \| \| \| \| 24. Guido de Ibelín \| \| \| \| \| \| \| \| \| \| \| \| \| \| \| \| \| \| \| \| \| \| \| \| \| \| \| \| \| \| \| \| \| \| \| \| \| \| \| \| \| \| \| \| \| \| \| \| \| \| \| \| \| \| 12. Balián de Ibelín \| \| \| \| \| \| \| \| \| \| \| \| \| \| \| \| \| \| \| \| \| \| \| \| \| \| \| \| \| \| \| \| \| \| \| \| \| \| \| \| \| \| \| \| \| \| \| \| \| \| \| \| \| \| 25. Felipa de Berlais \| \| \| \| \| \| \| \| \| \| \| \| \| \| \| \| \| \| \| \| \| \| \| \| \| \| \| \| \| \| \| \| \| \| \| \| \| \| \| \| \| \| \| \| \| \| \| \| \| \| \| \| \| \| 6. Guido de Nicosia \| \| \| \| \| \| \| \| \| \| \| \| \| \| \| \| \| \| \| \| \| \| \| \| \| \| \| \| \| \| \| \| \| \| \| \| \| \| \| \| \| \| \| \| \| \| \| \| \| \| \| \| \| \| 26. Haitón de Lampron \| \| \| \| \| \| \| \| \| \| \| \| \| \| \| \| \| \| \| \| \| \| \| \| \| \| \| \| \| \| \| \| \| \| \| \| \| \| \| \| \| \| \| \| \| \| \| \| \| \| \| \| \| \| 13. Alicia de Lampron \| \| \| \| \| \| \| \| \| \| \| \| \| \| \| \| \| \| \| \| \| \| \| \| \| \| \| \| \| \| \| \| \| \| \| \| \| \| \| \| \| \| \| \| \| \| \| \| \| \| \| \| \| \| 27. Eschiva de Antioquía \| \| \| \| \| \| \| \| \| \| \| \| \| \| \| \| \| \| \| \| \| \| \| \| \| \| \| \| \| \| \| \| \| \| \| \| \| \| \| \| \| \| \| \| \| \| \| \| \| \| \| \| \| \| 3. Alix de Ibelín \| \| \| \| \| \| \| \| \| \| \| \| \| \| \| \| \| \| \| \| \| \| \| \| \| \| \| \| \| \| \| \| \| \| \| \| \| \| \| \| \| \| \| \| \| \| \| \| \| \| \| \| \| \| 28. Juan de Ibelín \| \| \| \| \| \| \| \| \| \| \| \| \| \| \| \| \| \| \| \| \| \| \| \| \| \| \| \| \| \| \| \| \| \| \| \| \| \| \| \| \| \| \| \| \| \| \| \| \| \| \| \| \| \| 14. Balduino de Koraku \| \| \| \| \| \| \| \| \| \| \| \| \| \| \| \| \| \| \| \| \| \| \| \| \| \| \| \| \| \| \| \| \| \| \| \| \| \| \| \| \| \| \| \| \| \| \| \| \| \| \| \| \| \| 29. Isabel du Rivet \| \| \| \| \| \| \| \| \| \| \| \| \| \| \| \| \| \| \| \| \| \| \| \| \| \| \| \| \| \| \| \| \| \| \| \| \| \| \| \| \| \| \| \| \| \| \| \| \| \| \| \| \| \| 7. Isabel de Koraku \| \| \| \| \| \| \| \| \| \| \| \| \| \| \| \| \| \| \| \| \| \| \| \| \| \| \| \| \| \| \| \| \| \| \| \| \| \| \| \| \| \| \| \| \| \| \| \| \| \| \| \| \| \| 30. Bertrando II Embriaco \| \| \| \| \| \| \| \| \| \| \| \| \| \| \| \| \| \| \| \| \| \| \| \| \| \| \| \| \| \| \| \| \| \| \| \| \| \| \| \| \| \| \| \| \| \| \| \| \| \| \| \| \| \| 15. Margarita de Gibelet \| \| \| \| \| \| \| \| \| \| \| \| \| \| \| \| \| \| \| \| \| \| \| \| \| \| \| \| \| \| \| \| \| \| \| \| \| \| \| \| \| \| \| \| \| \| \| \| \| \| \| \| \| \| 31. Beatriz de Saint-Siméon-Soudin \| \| \| \| \| \| \| \| \| \| \| \| \| \| \| \| \| \| \| \| \| \| \| \| \| \| \| \| \| \| \| \| \| \| \| \| \| \| \| \| \| \| \| \| \| \| \| \| \| \| \| \| |                                    |  |  |  |  |  |  |  |  |  |  |  |  |  |  |  |
| |                                    |  |  |  |  |  |  |  |  |  |  |  |  |  |  |  |
| | 16. Enrique de Antioquía           |  |  |  |  |  |  |  |  |  |  |  |  |  |  |  |
| |                                    |  |  |  |  |  |  |  |  |  |  |  |  |  |  |  |
| |                                    |  |  |  |  |  |  |  |  |  |  |  |  |  |  |  |
| | 8. Hugo III de Chipre              |  |  |  |  |  |  |  |  |  |  |  |  |  |  |  |
| |                                    |  |  |  |  |  |  |  |  |  |  |  |  |  |  |  |
| |                                    |  |  |  |  |  |  |  |  |  |  |  |  |  |  |  |
| | 17. Isabel de Antioquía            |  |  |  |  |  |  |  |  |  |  |  |  |  |  |  |
| |                                    |  |  |  |  |  |  |  |  |  |  |  |  |  |  |  |
| |                                    |  |  |  |  |  |  |  |  |  |  |  |  |  |  |  |
| | 4. Guido de Chipre                 |  |  |  |  |  |  |  |  |  |  |  |  |  |  |  |
| |                                    |  |  |  |  |  |  |  |  |  |  |  |  |  |  |  |
| |                                    |  |  |  |  |  |  |  |  |  |  |  |  |  |  |  |
| | 18. Guido de Ibelín                |  |  |  |  |  |  |  |  |  |  |  |  |  |  |  |
| |                                    |  |  |  |  |  |  |  |  |  |  |  |  |  |  |  |
| |                                    |  |  |  |  |  |  |  |  |  |  |  |  |  |  |  |
| | 9. Isabel de Ibelín                |  |  |  |  |  |  |  |  |  |  |  |  |  |  |  |
| |                                    |  |  |  |  |  |  |  |  |  |  |  |  |  |  |  |
| |                                    |  |  |  |  |  |  |  |  |  |  |  |  |  |  |  |
| | 19. Felipa de Berlais              |  |  |  |  |  |  |  |  |  |  |  |  |  |  |  |
| |                                    |  |  |  |  |  |  |  |  |  |  |  |  |  |  |  |
| |                                    |  |  |  |  |  |  |  |  |  |  |  |  |  |  |  |
| | 2. Hugo IV de Chipre               |  |  |  |  |  |  |  |  |  |  |  |  |  |  |  |
| |                                    |  |  |  |  |  |  |  |  |  |  |  |  |  |  |  |
| |                                    |  |  |  |  |  |  |  |  |  |  |  |  |  |  |  |
| | 20. Balián de Beirut               |  |  |  |  |  |  |  |  |  |  |  |  |  |  |  |
| |                                    |  |  |  |  |  |  |  |  |  |  |  |  |  |  |  |
| |                                    |  |  |  |  |  |  |  |  |  |  |  |  |  |  |  |
| | 10. Juan II de Beirut              |  |  |  |  |  |  |  |  |  |  |  |  |  |  |  |
| |                                    |  |  |  |  |  |  |  |  |  |  |  |  |  |  |  |
| |                                    |  |  |  |  |  |  |  |  |  |  |  |  |  |  |  |
| | 21. Eschiva de Montbeliard         |  |  |  |  |  |  |  |  |  |  |  |  |  |  |  |
| |                                    |  |  |  |  |  |  |  |  |  |  |  |  |  |  |  |
| |                                    |  |  |  |  |  |  |  |  |  |  |  |  |  |  |  |
| | 5. Eschiva de Beirut               |  |  |  |  |  |  |  |  |  |  |  |  |  |  |  |
| |                                    |  |  |  |  |  |  |  |  |  |  |  |  |  |  |  |
| |                                    |  |  |  |  |  |  |  |  |  |  |  |  |  |  |  |
| | 22. Guido I de la Roche            |  |  |  |  |  |  |  |  |  |  |  |  |  |  |  |
| |                                    |  |  |  |  |  |  |  |  |  |  |  |  |  |  |  |
| |                                    |  |  |  |  |  |  |  |  |  |  |  |  |  |  |  |
| | 11. Alicia de la Roche             |  |  |  |  |  |  |  |  |  |  |  |  |  |  |  |
| |                                    |  |  |  |  |  |  |  |  |  |  |  |  |  |  |  |
| |                                    |  |  |  |  |  |  |  |  |  |  |  |  |  |  |  |
| | 1. Pedro I de Chipre               |  |  |  |  |  |  |  |  |  |  |  |  |  |  |  |
| |                                    |  |  |  |  |  |  |  |  |  |  |  |  |  |  |  |
| |                                    |  |  |  |  |  |  |  |  |  |  |  |  |  |  |  |
| | 24. Guido de Ibelín                |  |  |  |  |  |  |  |  |  |  |  |  |  |  |  |
| |                                    |  |  |  |  |  |  |  |  |  |  |  |  |  |  |  |
| |                                    |  |  |  |  |  |  |  |  |  |  |  |  |  |  |  |
| | 12. Balián de Ibelín               |  |  |  |  |  |  |  |  |  |  |  |  |  |  |  |
| |                                    |  |  |  |  |  |  |  |  |  |  |  |  |  |  |  |
| |                                    |  |  |  |  |  |  |  |  |  |  |  |  |  |  |  |
| | 25. Felipa de Berlais              |  |  |  |  |  |  |  |  |  |  |  |  |  |  |  |
| |                                    |  |  |  |  |  |  |  |  |  |  |  |  |  |  |  |
| |                                    |  |  |  |  |  |  |  |  |  |  |  |  |  |  |  |
| | 6. Guido de Nicosia                |  |  |  |  |  |  |  |  |  |  |  |  |  |  |  |
| |                                    |  |  |  |  |  |  |  |  |  |  |  |  |  |  |  |
| |                                    |  |  |  |  |  |  |  |  |  |  |  |  |  |  |  |
| | 26. Haitón de Lampron              |  |  |  |  |  |  |  |  |  |  |  |  |  |  |  |
| |                                    |  |  |  |  |  |  |  |  |  |  |  |  |  |  |  |
| |                                    |  |  |  |  |  |  |  |  |  |  |  |  |  |  |  |
| | 13. Alicia de Lampron              |  |  |  |  |  |  |  |  |  |  |  |  |  |  |  |
| |                                    |  |  |  |  |  |  |  |  |  |  |  |  |  |  |  |
| |                                    |  |  |  |  |  |  |  |  |  |  |  |  |  |  |  |
| | 27. Eschiva de Antioquía           |  |  |  |  |  |  |  |  |  |  |  |  |  |  |  |
| |                                    |  |  |  |  |  |  |  |  |  |  |  |  |  |  |  |
| |                                    |  |  |  |  |  |  |  |  |  |  |  |  |  |  |  |
| | 3. Alix de Ibelín                  |  |  |  |  |  |  |  |  |  |  |  |  |  |  |  |
| |                                    |  |  |  |  |  |  |  |  |  |  |  |  |  |  |  |
| |                                    |  |  |  |  |  |  |  |  |  |  |  |  |  |  |  |
| | 28. Juan de Ibelín                 |  |  |  |  |  |  |  |  |  |  |  |  |  |  |  |
| |                                    |  |  |  |  |  |  |  |  |  |  |  |  |  |  |  |
| |                                    |  |  |  |  |  |  |  |  |  |  |  |  |  |  |  |
| | 14. Balduino de Koraku             |  |  |  |  |  |  |  |  |  |  |  |  |  |  |  |
| |                                    |  |  |  |  |  |  |  |  |  |  |  |  |  |  |  |
| |                                    |  |  |  |  |  |  |  |  |  |  |  |  |  |  |  |
| | 29. Isabel du Rivet                |  |  |  |  |  |  |  |  |  |  |  |  |  |  |  |
| |                                    |  |  |  |  |  |  |  |  |  |  |  |  |  |  |  |
| |                                    |  |  |  |  |  |  |  |  |  |  |  |  |  |  |  |
| | 7. Isabel de Koraku                |  |  |  |  |  |  |  |  |  |  |  |  |  |  |  |
| |                                    |  |  |  |  |  |  |  |  |  |  |  |  |  |  |  |
| |                                    |  |  |  |  |  |  |  |  |  |  |  |  |  |  |  |
| | 30. Bertrando II Embriaco          |  |  |  |  |  |  |  |  |  |  |  |  |  |  |  |
| |                                    |  |  |  |  |  |  |  |  |  |  |  |  |  |  |  |
| |                                    |  |  |  |  |  |  |  |  |  |  |  |  |  |  |  |
| | 15. Margarita de Gibelet           |  |  |  |  |  |  |  |  |  |  |  |  |  |  |  |
| |                                    |  |  |  |  |  |  |  |  |  |  |  |  |  |  |  |
| |                                    |  |  |  |  |  |  |  |  |  |  |  |  |  |  |  |
| | 31. Beatriz de Saint-Siméon-Soudin |  |  |  |  |  |  |  |  |  |  |  |  |  |  |  |
| |                                    |  |  |  |  |  |  |  |  |  |  |  |  |  |  |  |
| |                                    |  |  |  |  |  |  |  |  |  |  |  |  |  |  |  |